# Lasiococca
Lasiococca é um género botânico pertencente à família Euphorbiaceae.
As plantas deste gênero são encontrados na Índia, Malesia e Vietnã do Norte.

## Espécies
- Lasiococca chanii
- Lasiococca comberi
- Lasiococca locii
- Lasiococca malaccensis
- Lasiococca symphilliaefolia

## Nome e referências
Lasiococca Hook.f.